# Pselaphaulax
Pselaphaulax (лат.) — род жуков ощупников из семейства стафилинид. Распространены в Австралии и Юго-Восточной Азии.

## Описание
Мелкие жуки (около 2 мм), как правило, красно-коричневого цвета, с длинными максиллярными щупиками. Усики длинные, булавовидные, надкрылья укороченные. Максиллярные щупики вдвое длиннее головы, второй и четвертый членики щупиков на длинных ножках, четвертые членики с резко очерченной выемкой сенсорных полей; вершина ростральной части слегка выемчатая. Переднеспинка с антебазальной бороздой неглубокая, но обычно отчетливая, срединная антебазальная ямка нечеткая или отсутствует, латеральные антебазальные ямки отчетливы. Номинантный подрод характеризуется отчетливой антебазальной бороздой и отсутствием базальной микроретикуляции на переднеспинке, в то время как подрод Neopselaphaulax из Вьетнама (типовой вид Pselaphus filipalpis Reitter, 1882) характеризуется сетчатым основанием переднеспинки позади слабой антебазальной борозды. Признаки, используемые для разделения двух подродов у австралийских видов, переходят друг в друга, и никакие связанные группы не могут быть образованы. Поэтому все виды включены в номинальный подрод.

## Классификация
- Pselaphaulax antipodum (Westwood, 1856)
- Pselaphaulax articularis Schaufuss, 1877
- Pselaphaulax biarmatus Wilson, 1926
- Pselaphaulax bifossulus Raffray, 1908
- Pselaphaulax bivofeolatus Schaufuss, 1877
- Pselaphaulax caeruleus Owens, Leschen & Carlton, 2019
- Pselaphaulax carniolicus Besuchet & Sabella, 2000
- Pselaphaulax carvalhoi Jeannel, 1957
- Pselaphaulax ceylanicus Jeannel, 1961
- Pselaphaulax crassus Raffray, 1900
- Pselaphaulax damasi Jeannel, 1950
- Pselaphaulax depressifrons Jeannel, 1960
- Pselaphaulax dracophyllum Owens, Leschen & Carlton, 2019
- Pselaphaulax dresdensis Herbst, 1791typus
- Pselaphaulax electilis Oke, 1928
- Pselaphaulax elongatus Raffray, 1900
- Pselaphaulax elstoni Wilson, 1926
- Pselaphaulax fergusoni Lea, 1912
- Pselaphaulax flavipalpis Lea, 1910
- Pselaphaulax flavus Owens, Leschen & Carlton, 2019
- Pselaphaulax freyi Franz, 1955
- Pselaphaulax geminatus Westwood, 1856
- Pselaphaulax gerardi Jeannel, 1950
- Pselaphaulax insignis Schaufuss, 1886
- Pselaphaulax japonicus Raffray, 1909
- Pselaphaulax leanus Raffray, 1900
- Pselaphaulax lineatus King, 1863
- Pselaphaulax longepilosus Schaufuss, 1886
- Pselaphaulax longicornis Saulcy, 1864
- Pselaphaulax metasternalis Wilson, 1926
- Pselaphaulax mundus Sharp, 1874
- Pselaphaulax niveicola Wilson, 1926
- Pselaphaulax opacus Jeannel, 1959
- Pselaphaulax otwayensis Wilson, 1926
- Pselaphaulax pilosus Raffray, 1900
- Pselaphaulax pulchellus Lea, 1911
- Pselaphaulax shaman Kurbatov, 1990
- Pselaphaulax siculus Besuchet & Sabella, 1993
- Pselaphaulax squamiceps Schaufuss, 1886
- Pselaphaulax squamosus Raffray, 1904
- Pselaphaulax squamulosus Oke, 1928
- Pselaphaulax strigosus Wilson, 1926
- Pselaphaulax subsquamosus Lea, 1912
- Pselaphaulax sulciventris Oke, 1928
- Pselaphaulax tenuis Sharp, 1874
- Pselaphaulax traversi Owens, Leschen & Carlton, 2019
- Pselaphaulax tripunctatus Schaufuss, 1886
- Pselaphaulax tuberculifrons Raffray, 1900
- Pselaphaulax tuberculiventris Lea, 1911
- Pselaphaulax vestitus Raffray, 1904
- Pselaphaulax villosus Lea, 1911